# 瑪麗篩耳鯰
瑪麗篩耳鯰，為輻鰭魚綱鯰形目甲鯰科的其中一種，為熱帶淡水魚，分布於南美洲巴西亞馬遜河下游及马代拉河上游流域，體長可達3.3公分，棲息在底層水域，生活習性不明。

## 扩展阅读
維基物種上的相關：瑪麗篩耳鯰